# Formazza
Formazza är en kommun i provinsen Verbano Cusio Ossola i regionen Piemonte i Italien. Kommunen hade 442 invånare (2018).